# .gr
.grは、ギリシャの国別コードトップレベルドメイン(ccTLD)である。登録は認定登録機関によって処理される。ギリシャ文字のドメイン名も登録可能である。

## セカンドレベルドメイン
公式のセカンドレベルドメインは、以下の8つである。
- com.gr: 商用
- edu.gr: 教育機関
- net.gr: インターネットサービスプロバイダ(ISP)とネットワークプロバイダ
- org.gr: 非営利団体
- gov.gr: 政府機関専用
- mil.gr: 軍事目的専用
- mod.gr: 国防省（英語版）
- sch.gr: 地方教育当局、学校、初等・中等教育、コミュニティ教育

サードレベルドメイン登録を提供しているレジストラに属する、他の公式ではないセカンドレベルドメインがいくつかある。
- co.gr: 商用（ごくまれ）[2]

## 国際化ccTLD
ギリシャは、ギリシャ文字で構成されたドメイン名について、国際化国別コードトップレベルドメイン(IDN ccTLD) .ελ（大文字で.ΕΛ）を申請した。2011年4月、ICANNはこれを拒否した。大文字の.ΕΛがラテン文字の.EAと視覚的に似ていたためである。.eaはTLDの割当はないが、"EA"はISO 3166-1 alpha-2においてセウタとメリリャのために予約されている。
2014年、ICANNはギリシャによるドメイン .ελの使用を許可することを決定した。2015年10月、このトップドメインの権利はギリシャに譲渡された。このトップレベルドメインは、2018年7月10日にインターネット上で運用可能になった。
最初の3か月は、すでに.grの下に保持されているドメインについてラテン文字・ギリシャ文字およびラテン文字をギリシャ文字に置換したドメインについて、.grの下のドメインの保有者のみが取得できた。3か月後（2018年10月）、この制限はなくなった。
ギリシャや欧州連合がドメイン.ευを欧州連合(EU)のために使用する計画もある。これは、EUのドメインである.euと視覚的に非常に似ているため、拒否された。